# Munging
Munging (engl. für Verschleierung) ist ein Begriff aus der Informationstechnik. Er bezeichnet zum einen unwiderrufliche Änderungen an einer Datei, bei denen Informationen verloren gehen (data munging). Zum anderen ist damit das Verfälschen von E-Mail-Adressen im Usenet gemeint, um sich vor Spam zu schützen (address munging).